# Keleminovec
Keleminovec is een plaats in de gemeente Sveti Ivan Zelina in de Kroatische provincie Zagreb. De plaats telt 140 inwoners (2001).